# Berganciano
Berganciano es una localidad del municipio de Villaseco de los Reyes, en la comarca de la Tierra de Ledesma, provincia de Salamanca, España.

## Topónimo
La localidad debe su nombre a la ciudad portuguesa de Braganza (denominada "Bregancia" en leonés), siendo denominado originalmente Bregançiano, ya que ésta sería el origen de los pobladores que llegaron a la localidad en el proceso repoblador llevado a cabo por la monarquía leonesa en la Edad Media.

## Historia
La fundación de Berganciano se remonta a la Edad Media, obedeciendo a las repoblaciones efectuadas por los reyes leoneses en la Alta Edad Media, que repoblaron la localidad con gentes procedentes de Braganza.
Con la creación de las actuales provincias en 1833, Berganciano, aún como municipio independiente, quedó encuadrado en la provincia de Salamanca, dentro de la Región Leonesa.
Finalmente, en torno a 1850, el hasta entonces municipio de Berganciano quedó integrado en el de Villaseco de los Reyes, al que pertenece actualmente.

## Demografía
En 2017 Berganciano contaba con una población de 22 habitantes, de los cuales 11 eran hombres y 11 mujeres. (INE 2017).
| Gráfica de evolución demográfica de Berganciano entre 2000 y 2017                        |
|                                                                                          |
| Fuente: Instituto Nacional de Estadística de España - Elaboración gráfica por Wikipedia. |